# اخلاقیات فرگشتی
اخلاقیات فرگشتی زمینه‌ای تحقیقاتی است که به بررسی این می‌پردازد که چگونه نظریهٔ تکاملی می‌تواند در درک ما از اصول و نظام اخلاقی نقش داشته باشد. طیف مسائلی که مورد بررسی اخلاقیات فرگشتی قرار گرفته‌اند بسیار وسیع است. حامیان اخلاقیات فرگشتی ادعا کرده‌اند که نتایج مهمی در زمینه‌های اخلاق توصیفی، اخلاق هنجاری و فرااخلاق دارد.